# ミハイル・バクーニン
ミハイル・アレクサンドロヴィチ・バクーニン（ロシア語: Михаи́л Алекса́ндрович Баку́нин、1814年5月30日 - 1876年7月1日）は、ロシアの思想家で哲学者、無政府主義者、革命家。元正教徒で無神論者。
アナキズムの歴史を語る上で重要な人物である。またマルクス主義、とりわけマルクスの主張したプロレタリア独裁に反対したことでも知られている。ノーム・チョムスキーなど、現代のアナキストにも影響を与えている。
ロシア帝国の貴族の家に生まれ、少年期から青年期にはロシア軍に仕官したが1835年に退官。その後モスクワで哲学を学び、急進派のサークルと交流を持つ。特にゲルツェンからは多大な影響を受けた。1842年にはロシアを発ってドレスデンへ赴き、のちにパリでジョルジュ・サンドやピエール・ジョセフ・プルードン、そしてマルクスと出会っている。
ロシアのポーランド弾圧に反対し、ついにはフランスを国外追放された。1848年革命ではチェック人の蜂起に加わったため、ドレスデンで逮捕された。ロシアへ移送され、サンクトペテルブルクのペトロパブロフスク要塞に収容された。1857年まで獄中生活を送った後にシベリア流刑となった。
1861年に脱走。日本とアメリカを経由してロンドンへ逃れ、ゲルツェンとともに急進派の言論誌『カラコル』（ロシア語で「鐘」の意味）の刊行に一時携わった。1863年にはポーランドの一月蜂起に参加するため出発するが、現地へは到達できずスイスとイタリアにしばらく留まった。犯罪者の立場ではあったが、ロシアやヨーロッパ全土で急進派の若者に大きな影響を与えていった。1870年には、パリ・コミューン誕生の先駆けとなるリヨンの暴動に加わっている。
1868年には、急進派と労働者組織の連合であり、ヨーロッパ各地に支部を持つ国際組織第一インターナショナルに加入。のち、自身の支持者とともにジュラ連合を形成した。1872年の大会は、議会選挙への参加を主張するマルクス一派と、それに反対するバクーニンらの衝突に終始した。バクーニン派は議決で敗れ、同大会の終わりには、インター内部で秘密裏に組織活動を行ったとして、バクーニンと支持者の一部が除名された。彼をはじめとするアナキストたちは、大会が公正に運営されていないとして同年スイスのサン・ティミエで独自にインターの会議を開催している。バクーニンはこの他のヨーロッパの社会主義運動においても精力的に活動した。『国家制度とアナーキー』『神と国家』など、後世に多大な影響を与えた著書の多くは1870年から1876年の間に書かれたものである。体の不調を押してボローニャ蜂起に参加しようとしたが、ついには馬車の積荷に紛れてスイスに戻る羽目になり、その後ルガーノに暮らした。ヨーロッパの急進派として活動を続けたが、健康状態が悪化してベルンの病院へ運ばれ、同地で1876年に死去した。

## 生涯

### 出生から青年期
1814年春、モスクワの北西に位置するトヴェリ県プリャムヒノ（トルジョークとクフシーノヴォ間の地名）で貴族の家に生まれる。14歳の時にサンクトペテルブルクに出て砲兵学校で教育を受ける。1832年に卒業し、1834年にはロシア皇帝親衛部隊に准尉として入隊、当時ロシアに併合されていたリトアニアのミンスクとフロドナ（現在はベラルーシに属する）に赴いた。同年夏、家族の間で悶着があり、バクーニンは意に沿わない結婚をめぐって姉を庇った。父は息子に軍職と市民への奉仕を続けるよう望んだが、バクーニンはそのどちらも放棄しモスクワへ向かい、哲学を学んだ。

### 哲学への関心
モスクワでは元学生のグループと親しくなり、観念論哲学を体系的に学び、E.H.カーが後年「ロシアの思想に広大で肥沃なドイツ形而上学の地平を開いてみせた勇敢な先駆者」と評した詩人、ニコライ・スタンケーヴィチを中心とした人々とも交わった。彼らは当初カントの哲学をおもに追究したが、やがてシェリング、フィヒテ、ヘーゲルとその対象を移していった。1835年秋頃には故郷のプリャムヒノで自身の哲学サークルを作っており、それは若者たちの恋の舞台ともなった。例えばベリンスキーはバクーニンの姉妹の一人と恋に落ちている。1836年初頭、バクーニンは再びモスクワへ戻り、フィヒテの『学者の使命についての数講』と『浄福なる生への指教』の翻訳を出版した。これはバクーニン自身がもっとも好んだ著作だった。また、スタンケーヴィチと共にゲーテやシラー、E.T.A.ホフマンの著作にも親しんだ。
この当時のバクーニンは、宗教的でありつつ脱教会的色彩の強い内在論を展開した。
バクーニンはヘーゲルの影響を受け、その著作のロシア語訳を初めて刊行した。スラヴ主義者のコンスタンチン・アクサーコフ、ピョートル・チャーダーエフ、社会主義者のアレクサンドル・ゲルツェン、ニコライ・オガリョフに出会い、この時期からバクーニンの思想は汎スラヴ主義的色彩を濃くしてゆく。やがて父親を説得して1840年にベルリンへ赴く。当初、大学教授になることを目的としていた（本人や友人らが「真実の教導者」であると考えていた）のだが、ほどなくいわゆるヘーゲル左派の急進的な学生と接触し、ベルリンの社会主義運動に加わることになる。1842年の小論文『ドイツにおける反動』では否定というものが果たす革命的役割を支持しており、「破壊への情熱は、創造の情熱である」という一節を記している。
ベルリンで三学期を過ごしたのち、バクーニンはドレスデンへ向かい、そこでアーノルド・ルーゲと親しくなった。この頃シュタインの著作『今日のフランスにおける社会主義と共産主義』に触れ、社会主義への感化を深めた。バクーニンは学究的生活に興味を失って革命運動に没頭するようになり、ロシア政府がその急進的思想を警戒して帰国を命じるも、これを拒否したため財産を没収された。こののちゲオルク・ヘルヴェークとともにスイスのチューリヒへ向かった。

### スイス、ブリュッセル、プラハ、ドレスデン、パリ時代
チューリヒには半年間滞在し、ドイツの共産主義者ヴィルヘルム・ヴァイトリングと親しく交流した。ドイツ共産主義者らとの親交は1848年まで続き、バクーニン自身も時折共産主義者を自称し、『スイスの共和主義者』(Schweitzerische Republikaner) 紙に記事を書いた。バクーニンがスイス西部のジュネーヴに移った直後、ヴァイトリングが逮捕された。警察に押収されたヴァイトリングの書簡にはバクーニンの名がしばしば登場しており、これがロシア帝国警察の知るところとなる。ベルンのロシア大使から帰国を命じられたバクーニンはこれに応じずブリュッセルへと移動し、ヨアヒム・レレヴェルをはじめ、マルクスとエンゲルスの活動に同地で参加していた主要なポーランド国家主義者との邂逅を果たしている。レレヴェルがバクーニンに及ぼした影響は多大であるが、彼らポーランド国家主義者は1776年当時（ポーランド分割以前）の国境線に基づく同国の復活を主張しており、意見が衝突した。バクーニンはポーランド人以外の自治権も守るよう主張したのである。バクーニンはこれらポーランド国家主義者たちの聖職権主義にも賛同を示さなかった。一方でバクーニンは農民層の解放を彼らに呼びかけたが、支持は得られなかった。
1844年、バクーニンは当時ヨーロッパ急進派の中心地となっていたパリへ向かった。マルクスやアナキストのピエール・ジョセフ・プルードンと接触したが、特にプルードンからは大きな感銘を受け、二人の間には友情が築かれた。1844年12月、皇帝ニコライ1世により貴族的特権および市民権の剥奪、所領の没収、終身のシベリア流刑が宣告され、バクーニンはロシア帝国当局から追われる身となった。これに対しバクーニンは新聞『改革』(La Réforme) に長い手紙を送り、ロシア皇帝を圧制者と非難し、ロシアとポーランドにおける民主主義の必要性を訴えた。1846年3月、『立憲』(Constitutionel) に寄せた書簡ではポーランドを擁護し、同地のカトリック教徒に対する弾圧に賛同した。1847年11月、クラクフからの避難民のうち反乱軍の勝利に賛同する者たちが、1830年のポーランド十一月蜂起を記念する集会にバクーニンを招き、講演を行った。
この講演でバクーニンはポーランドとロシアの人民が協力して皇帝に立ち向かうよう呼びかけ、ロシアにおける専制政治の終焉を待ち望んでいると表明。この結果フランスから追放され、ブリュッセルへと赴くこととなった。バクーニンはゲルツェンとベリンスキーに協力を仰ぎロシアで革命を起こそうと目論んだが、二人の助力は得られなかった。ブリュッセルでは再びポーランドの革命家やマルクスとやりとりし、1848年2月にはレレヴェルが組織した会合でスラヴ民族の未来について語り、彼らが西洋世界に活力をもたらすと述べた。この頃、バクーニンが度を越した活動に走ったロシア側の工作員であったという噂が、ロシア大使によって流された。
1848年には各地で革命運動が起こった。ロシア国内でそうした動きが見られなかったことには失望したものの、バクーニンの歓喜の念はひとしおであった。暫定政府を担う社会主義者、フェルディナンド・フロコン、ルイ・ブラン、アレクサンドル・オーギュスト・レドル・ロラン、アルベール・ロリヴィエといった面々の資金協力を得て、スラヴ連合によりプロイセンやオーストリア・ハンガリー帝国、トルコの支配下におかれた人々を解放すべく活動を開始。ドイツへ向けて出発し、バーデンを通りフランクフルト、ケルンに至った。
バクーニンはヘルヴェーグ率いるドイツ民主主義者義勇隊を支援し、フリードリヒ・ヘッカーによるバーデン蜂起に加わろうと企てたが失敗。この時ヘルヴェーグを批判したマルクスと対立した。バクーニンはマルクスとの関係について、この頃から互いに良い感情が持てなくなったと後年になって振り返っている。
バクーニンは続いてベルリンに移動したが、そこからポーゼン（ポズナン）へ向かおうとして警察に阻止された。ポーランド分割以来プロイセンの支配下に置かれていた同地ではポーランドの国家主義者による暴動が起こっていた。バクーニンは予定を変更してライプツィヒとブレスラウを訪れ、プラハでは第一回汎スラヴ会議に参加。だがこれに続いた蜂起は、バクーニンの尽力があったにもかかわらず、武力で鎮圧され失敗に終わった。ブレスラウへ戻ったバクーニンだが、彼をロシア帝国側の工作員であるとする言説をマルクスが再び広め、証拠はジョルジュ・サンドが持っている、と主張した。サンドがバクーニンの擁護に回るとマルクスはこの発言を撤回した。
バクーニンは1848年秋、『スラヴ諸民族へのアピール』において、スラヴの革命勢力がハンガリーやイタリア、ドイツのそれと連帯することを提案している。目的は当時のヨーロッパの三大専制君主国家、ロシア帝国、オーストリア・ハンガリー帝国、プロイセン公国の三カ国の打倒であった。
1849年、ドレスデン五月蜂起においてバクーニンは指導的役割を担い、リヒャルト・ワーグナーやヴィルヘルム・ハイネらと共にプロイセン軍に抵抗、バリケード戦に臨んだ。しかしケムニッツで捕らえられ、13か月に及ぶ拘置期間ののちザクセン政府により死刑を宣告された。ロシア政府とオーストリア政府が彼の身柄を欲していたため終身刑に減刑されたが、1850年6月にはオーストリア当局に引き渡され、11か月の後に再び死刑判決を受ける。結局これも終身刑に減刑となり、最終的には1851年5月にロシアへ身柄を送致された。
この時期について言及したワーグナーの日記に「伸び放題の顎ひげと藪のような頭髪」をたくわえたバクーニンが登場している。

### 収監、『告白』、流刑
バクーニンは政治犯の収容所として知られるペトロパヴロフスク要塞に移送された。監獄生活に入ったバクーニンのもとを皇帝ニコライ1世の使者オルロフ伯爵が訪れ、告白書の提出を求めた。バクーニンを精神的にもロシア国家の支配下に置こうという意図であった。バクーニンは、自身の活動は既に知られており今更明るみに出す秘密もないと告白書に記し、他の活動家たちの名前を挙げることを頑なに拒否した。
手紙を読んだニコライ1世は「気概のある見上げた男だが、危険人物だ。監視を怠ってはならない」と評した。この『告白』はロシア帝国の記録文書として保管されていたものであり、内容は議論の余地を大いに残すものだが、ロシア文学の文脈において位置づけられることがある。
バクーニンはペトロパヴロフスク要塞の地下牢に三年間幽閉されたのち、シュリッセリブルクの監獄で4年を過ごす。まともな食事の取れるような環境ではなく、バクーニンは壊血病にかかり、全ての歯が抜け落ちてしまったという。バクーニンはのちに、ギリシア神話のプロメーテウスを思い起こすことで心の慰めとしていたとこの頃を振り返っている。あまりに過酷な状況下での監禁生活が続き、兄弟に毒薬の差し入れを懇願するほどであった。
ニコライ1世の死後に皇位を継いだアレクサンドル2世は、恩赦名簿からバクーニンの名を削除した。しかし1857年2月、バクーニンの母親による請願が聞き入れられて処刑は回避、西シベリアの都市トムスクへの終身流刑となった。トムスクに到着して一年のうちに、ポーランド人の商人の娘で、バクーニンにフランス語を教わっていた女性、アントニア・クヴャトコフスカと結婚した。1858年8月、バクーニンのはとこに当たるムラヴィヨフ伯爵が彼のもとを訪れる。ムラヴィヨフは10年前から東シベリア州の総督をつとめていた。
ムラヴィヨフはリベラルな気質で、親戚筋のバクーニンに非常に好感を抱いた。1859年春、ムラヴィヨフからアムール開発事業局の仕事を紹介されたバクーニンは妻とともに東シベリアの中心都市イルクーツクへ移り、ムラヴィヨフの治める植民事業の拠点である同地イルクーツクを活動の中心とする政治サークルの一員となった。サンクトペテルブルクの官僚政治がシベリアを不満分子の追放先として利用していたこともあり、バクーニンは中央政府側の入植地に対する扱いに憤慨した。「シベリア合州国」の樹立が提案されたが、これはシベリア地域がロシア帝国から独立してシベリア・アメリカ連合を形成しようという構想で、アメリカ独立の例にならったものである。この政治サークルには、ムラヴィヨフの若き部下にしてクロポトキンの縁者であり、ゲルツェンの著作集を所持していた参謀長のクーケリをはじめ、書簡の送受のため自分の住所をバクーニンに貸した民政長官のイズヴォルスキー、ムラヴィヨフの副官でのちの総督アレクサンドル・ドンデュコフ＝コルサコフ将軍などが所属していた。
ゲルツェンが『コーロコル』誌でムラヴィヨフを批判した時、バクーニンは自身の後見人であるムラヴィヨフを真摯に擁護した。バクーニンはシベリアでの外商業務に嫌気がさしつつあったが、ムラヴィヨフのお陰で閑職とはいえほとんど働かずに年2千ルーブルの収入を得ることができていたのである。だがムラヴィヨフは総督の任を追われることになる。理由としては彼が自由主義的思想の持ち主であったこと、そしてシベリア独立運動を起こすおそれがあると判断されたことなどが挙げられる。コルサコフがその任を継いだが、彼はシベリアの流刑者に対して更に同情的であったとも考えられている。コルサコフの従姉妹はバクーニンの兄弟パヴェルと結婚しており、彼もまたバクーニンの縁者であった。コルサコフはバクーニンの要望に応じ、川が凍結する時期はイルクーツクに戻るという条件付きで、アムール川および支流を通航する全船舶への乗船許可証を発行した。

### 流刑地からの脱出、ヨーロッパへの帰還
1861年6月5日、バクーニンはイルクーツクを後にした。シベリアの商人から依頼されて仕事でニコラエフスクへ向かうという名目であった。7月17日にはロシアの軍艦ストレローク号に乗船してデ＝カストリへ向かうつもりだったが、オリガ港に到着した後、蒸気船ヴィッカリー号の船長を説き伏せてこれに乗り込んだ。船上ではロシア領事と遭遇するものの、バクーニンはロシア帝国海軍の眼前をなんとか通過することができた。8月6日には北海道の箱館（函館）に上陸、その後間もなく横浜に到着した。日本ではドレスデン蜂起で共に戦ったヴィルヘルム・ハイネと偶然再会しているほか、ドイツの植物学者シーボルトとも会っている。シーボルトは日本の開国にまつわる動き（特に対露、対オランダ）に関与しており、またバクーニンの後見人ムラヴィヨフの友人でもあった。シーボルトの息子アレクサンダー・フォン・シーボルトはこの40年後に当時を振り返り、横浜滞在中のバクーニンやハイネについて書き残している。
バクーニンは蒸気船カーリントン号で神奈川から出航。この船の乗客は19人で、他にはハイネ、牧師のP.F.コウ (P.F.Koe)、浜田彦蔵（ジョセフ・ヒコ）がいた。ヒコは帰化アメリカ人で、8年後の明治維新期には木戸孝允や伊藤博文に政治に関する助言を行うなど、重要な役割を果たすことになる。カーリントン号は10月15日にサンフランシスコに到着。大陸横断鉄道はまだ開通しておらず、ニューヨークへ行くにはパナマを経由するのがもっとも早かった。バクーニンはオリザバ号でパナマへ向かい、2週間待ってチャンピオン号に乗船、ニューヨークに赴いた。
ボストンでは、パリ二月革命でミエロスワフスキーの勢力にいたカロル・フォースターのもとを訪れ、フリードリヒ・カップなど、1848年革命に立ち上がったいわゆる「48年組」の面々とも出会った。その後バクーニンはふたたび船出し、12月27日にイギリスのリバプールに到着。直ちにロンドンへ向かい、ゲルツェンと会っている。一家が夕食をとっている最中に応接間へと押しかけ、「なんだ！牡蠣を食べているのか！いいじゃないか！色々教えてくれないか、どこで何が起きてるんだい？」などと話したという。

### イタリアへ
西ヨーロッパに帰還するとバクーニンはすぐさま革命運動に身を投じていった。1860年、まだイルクーツクにいた頃のバクーニンは政治グループの同輩ともどもジュゼッペ・ガリバルディとそのシチリア遠征に多大な感銘を受けていた。この遠征でガリバルディはヴィットーリオ・エマヌエーレ2世の名のもと、自らをシチリアの支配者であると宣言していた。バクーニンはロンドンに戻ると、ガリバルディに1862年1月31日付で手紙を書いている。
バクーニンはガリバルディに、イタリア人やハンガリー人、南スラヴの民らとともにオーストリアとトルコに対し立ち上がるよう依頼した。当時ガリバルディはローマ遠征の準備を進めていた。5月頃のバクーニンの手紙では、イタリアとスラヴの連合とポーランド問題に焦点が当てられている。バクーニンは6月にはイタリアへの移住を決意していたが、妻との合流に時間が掛かり、出発は8月になった。このときジュゼッペ・マッツィーニが支援者マウリツィオ・クアドリオに向けた手紙で、バクーニンを信頼に足る好人物と評している。しかしアスプロモンテの変によりバクーニンはパリで足止めとなり、そこでルドヴィク・ミエロスワフスキーの活動にしばらく関わることとなった。とは言うもののバクーニンはミエロスワフスキーの排外主義を受容することはなく、農民層への権利の付与について顧みないミエロスワウスキーの考えを是としなかった。バクーニンは同年9月にイギリスに戻り、ポーランド問題に注力することとなる。1863年には一月蜂起が発生、バクーニンはコペンハーゲンへ渡りこの反乱に加わるつもりであった。蒸気船ウォード・ジャクソン号でバルト海を航行する計画を立てたが失敗に終わり、バクーニンはストックホルムで妻と合流し、ロンドンへ戻った。再びイタリア行きを考え始め、友人のアウレリオ・サッフィはバクーニンにフィレンツェやトリノ、ミラノへの紹介状を送っている。またマッツィーニはジェノヴァのフェデリコ・カンパネッラやフィレンツェのジュゼッペ・ドルフィにバクーニンの推薦状を送っている。1863年11月にロンドンを発ち、ブリュッセル、パリ、スイスのヴヴェを経由して1864年1月11日、イタリア入りを果たした。バクーニンはこの地でそのアナキスト的思想を展開していくことになる。
プロパガンダを続行し直接行動の準備を行うため、バクーニンは革命家の地下組織を作ろうと考えた。イタリア人やフランス人、スカンディナヴィア人、そしてスラヴ人を勧誘し国際同胞団（International Brotherhood、別名・革命派社会主義連合 the Alliance of Revolutionary Socialists）を設立した。
1866年7月、バクーニンはゲルツェンとオガリョフに自らの2年間の活動の成果を報告している。地下組織のメンバーの出身地はスウェーデンやノルウェイ、デンマーク、ベルギー、イングランド、フランス、スペイン、イタリアにまで及んでおり、ポーランド人やロシア人ばかりにとどまらなかった。同年の『革命的教理問答書』でバクーニンは宗教と国家に反発し「国家の便益のために自由を犠牲にするような全ての権威の全否定」を唱えた。
1867年から68年にかけて、バクーニンはエミール・アコラスの呼びかけに応え平和と自由連盟 (Ligue de la Paix et de la Liberté) に参加し、長文の評論『連合主義・社会主義および反神学主義』を執筆。この中でプルードンの著作を取り上げ、連邦制社会主義に賛同した。結社の自由を支持し、また連盟に参加しているすべての団体に対し脱退の自由をも認めたが、「社会主義なき自由は特権であり、不正である。自由なき社会主義は奴隷制であり、蛮行である」と記しているように、この自由が社会主義とともに実現されることを強調した。
バクーニンは1867年に行われたジュネーヴ会議で重要な役割を担い、中央委員会に加わった。その創立集会には6千人が出席、バクーニンの演説に会場は熱狂し、拍手がいつまでも鳴り止まなかったという。
連盟のベルン会議（1868年）では他の社会主義者ら（エリゼ・ルクリュ、アリスティード・レイ、ジャクラール、ジュゼッペ・ファネッリ、N・I・ジュコフスキー、V・ムラチコフスキほか）と共に少数派となり、連盟を脱退して新たに国際社会民主同盟を設立し、革命的社会主義を綱領に掲げた。

### 第一インターナショナルへの参加、アナキスト運動の隆盛
1868年、バクーニンは第一インターナショナルのジュネーヴ支部に参加し精力的な活動を行ったが、1872年のハーグ大会でマルクスを中心とする一派によって除名された。バクーニンはイタリアおよびスペインにおいてインター支部を創設する際に重要な役割を果たしていた。
1869年、社会民主同盟は第一インターナショナルへの参加を拒否されていた。同組織そのものが国際的団体であり、インターに加入できるのは国内的な活動を行う組織だけであるというのがその理由であった。社会民主同盟は解散し、同盟を構成していた団体は各自でインターに加盟した。
1869年から70年にかけて、バクーニンはロシアの革命家セルゲイ・ネチャーエフとさまざまな地下活動を通じて関わることとなる。しかしバクーニンは革命をめぐるネチャーエフの主張を「革命のイエズス主義」と称し、関係を断絶した。この主張は、革命を成し遂げるためにはあらゆる手段が正当化される、というものであった。
1870年、バクーニンはリヨンで暴動の先頭に立った。これは失敗に終わったものの、のちのパリ・コミューンの先例となった。リヨン蜂起は普仏戦争によるフランス政府の崩壊に呼応した大規模な反乱の呼び水となるものであり、帝国主義的紛争を社会革命に繋げようとする動きであった。『一フランス人に宛てた現状の危機に関する手紙』では労働者階級と農民階級が革命運動において連帯するべきであると訴え、また後に「行動によるプロパガンダ」という言葉で表されることになる己の理念を明確にしている。
バクーニンが強力に支援した1871年のパリ・コミューンは、フランス政府により容赦のない弾圧を受けた。彼はコミューンをひとえに「国家に対しての反乱」としてとらえ、コミューンのメンバーには国家のみならず革命家による独裁体制も拒否すべきであると呼びかけた。バクーニンは一連のパンフレットでコミューンとインターを擁護し、イタリアの国家主義者であったマッツィーニとは対立したが、多くのイタリア共和主義者がこれによりインターに連なることとなり、革命的社会主義はその根拠を獲得したのであった。
バクーニンはマルクスの意見には同意できず、1872年のハーグ大会で行われた投票においてマルクス一派に敗北を喫し追放されている。これは革命に向けて直接的行動を取り、労働者階級を組織化して国家と資本制を滅ぼすべきであるという「反専制主義」各派の論調と、労働者階級により政権を奪取する社会民主主義を掲げるマルクス派との溝がインター内部において深まりつつあったことの表れであった。
反独裁派はサンティミエ大会を開催して独自のインター組織を創設し、革命主義的アナキストを標榜した。バクーニンは、マルクスの階級分析や資本主義に関する経済理論を認め、彼を「天才」と認識していた。しかしマルクスの性格を傲慢であると感じており、また議会進出も厭わない彼の手法によって社会革命が妥協の産物に終わってしまうとも考えていた。なによりバクーニンは「専制的社会主義」を批判しており、マルクスに従う一派を「権威主義派」と批判していた。プロレタリア独裁についても同様で、この思想に対してバクーニンは一貫して拒絶を表明しつづけ、「最も熱心な革命家に全権力を与えたならば、一年もしないうちに彼はツァーリより酷い君主となっているだろう」という言葉を残している。
1873年、バクーニンは引退してルガーノに住み、1876年7月1日、ベルンで死去した。

## 政治的信念
バクーニンはその政治的信念においていかなる名称であれ形式であれ、政治機構というものを認めなかった。支配者の意志であろうと全員一致の望みであろうと、外部の権力機関をことごとく否定した。この信念はバクーニンの死後、1882年に出版された『神と国家』にも貫かれている。
バクーニンはまたあらゆる特権的地位や階級という概念を拒絶した。それらが人の知性や精神を腐敗させると考えていたのである。
バクーニンの政治的信念はいくつかの相関する概念に基づいていた。自由、社会主義、連邦主義、反神論、そして唯物論である。またマルクス主義への批判も行ったが、これが未来を予見していたという指摘もある。バクーニンは、マルクス主義者が権力を得た場合に彼らが「人民の意志であると見せかけている分、さらに危険な」一党独裁体制を敷くであろう、と予言したのである。

### 自由
バクーニンが「自由」という語によって示したのは抽象的な理想などではなく、明確で具体的な現実であった。肯定的に述べれば、自由とは「教育や科学的訓練、物質的繁栄によって全人類がその才能や能力を十全に発達させること」によって成り立つものであった。またそのような捉え方は「非常に社会的である。なぜならば社会にあってのみ実現される」からであって、孤立していては不可能だからである。否定的にとらえると、自由の意味するところは「神的権威、集団の権威、個人の権威すべてに対する個々人の反逆」である。

### 無政府集産主義
バクーニンの社会主義は「無政府集産主義」として知られている。そこでは労働者らは自身の運営する生産者組織によって生産手段を直接管理することになる。子供たちはみな平等に学習と成長の機会を与えられ、大人はみな平等に物資を得て生産にいそしむのであるという。

### 連邦主義
バクーニンは、連邦主義という思想によって「下から上へ、周縁から中央へ向けた、連帯や連邦の自由という原則に則った」社会の組織化を唱え、社会は「個人、生産者組織およびコミューンの自由を基盤として」「全ての個人、全ての組織、全てのコミューン、全ての宗教、全ての国家によって構成され」「完全なる自己決定権、結社の自由、同盟の自由をもつ」ものとされた。

### 反神学主義
バクーニンは「神という思想は人類の生存理由と正義の放棄を意味しており、まぎれもなく人間の自由を否定するものであり、理論的にも実際的にも、必然的に人類の隷属化という結果をもたらす」と主張していた。バクーニンは「もし神が存在しないというなら、それを発明しなければならない」というヴォルテールの著名な文言を逆転させ、「もし神が実在するというなら、それを破棄しなければならない」と述べている。

### 唯物論
バクーニンは自由意志を宗教的にとらえることなく、自然現象を唯物論的に説明することを支持した。「科学の使命とは、目の前にある実際の物事の全体的関係を観察し、物質的社会的現象の産物に具わった普遍的法則を明文化することである」。だがバクーニンは「科学的社会主義」という概念は受け入れなかった。『神と国家』の中では「社会の統治権を委ねられた科学的身体はすぐに滅びるであろう」と書いている。

### 社会革命
革命の実現に向けバクーニンが用いようとした方法は、自身の主義思想と一致していた。工場労働者と農民が連邦を基盤として組織化され「アイデアだけでなく、未来の事実をも創出し」ていく。工場労働者は通商組合を作り「すべての生産用具を、建物や資産と同じように一手に」所有する。農民層は「土地を農民たち自身のものとし、他人の労働によって生活している地主らを追放する」。バクーニンは「下層の人々」に注目し、貧困に苦しむ大勢の被搾取層、いわゆるルンペンプロレタリアートは「ブルジョワ文明による汚染をほとんど受けておらず」、ゆえに「社会革命の火蓋を切り、勝利へと導く」存在であると考えた。

### マルクス主義批判
バクーニンとマルクスの間で交わされた論争は、アナキズムとマルクス主義との相違点を浮き彫りにした。バクーニンは多くのマルクス主義者らが持ついくつかの考えに対して異を唱え、革命が全て暴力的である必要はないと主張した。同時にマルクスの提示するプロレタリア独裁という概念には強く反対した。マルクスの支持者はこの言葉を現代で言うところの労働者による民主制と解釈するが、これによって共産主義への過渡期の状態にも国家は存続することになる。バクーニンは「革命家による独裁という考えはもう捨てており」、革命は民衆主導で行われるべきであると主張し、また「知識を身につけたエリート」には「表には出ず」「人に負担をかけず」「公権力を持たず、要職につかずに」「ただ影響を及ぼすにとどまる」べきであるとした。国家というものを直ちに無くすべきである、というのがバクーニンの見解であった。いかなる形の政府も、やがては抑圧への道をたどる、と考えたのである。バクーニンにとって、自由とはあくまでも「下から上へと向けて実現される」べきものであった。
社会的アナキストとマルクス主義者の両者とも、目指すところは自由の創出であり、社会的階層や統治機関なき平等社会の実現であったが、目的を達するための手段については激しく対立した。アナキストの信念によれば、階級も国家も存在しない社会を築くためには大衆自身が直接行動を起こし、社会革命を達成するべきであり、プロレタリア独裁のような中間的な段階を認めるべきではない。そのような独裁体制はのちに永久化の土台と化してしまうからである。バクーニンから見ると、マルクス主義者は根本的な矛盾を抱えていた。
バクーニンは1844年にマルクスと出会って以来、「マルクスがエンゲルスと共に第一インターナショナルに最大の貢献をしたことは疑いない。彼は聡明で学識深い経済学者であり、イタリアの共和主義者マッツィーニ等はその生徒と呼んでいい程である」とその能力を認めつつも、「マルクスは、理論の高みから人々を睥睨し、軽蔑している。社会主義や共産主義の法王だと自ら考えており、権力を追求し、支配を愛好し、権威を渇望する。何時の日にか自分自身の国を支配しようと望むだけでは満足せず、全世界的な権力、世界国家を夢見ている」と彼の気質に対しては反感に近い感情を抱いており、その評価は後年も変わらなかった。
だがバクーニンは経済学者としてのマルクスを評価し、『資本論』のロシア語訳に取り掛かった。一方マルクスは1848年のドレスデン蜂起について「ロシアからの避難民の中ではミハイル・バクーニンが有望で有能な指導者とみなされていた」と記している。マルクスはまたエンゲルスへの手紙でシベリアから戻ったバクーニンと1864年に再会したことに触れ「16年を経て老い衰えた様子もなく、なおも成長を遂げたようにさえ思われた。彼のような人物は稀有である」と書いている。
バクーニンは、国家において官僚制度を形成する知識人や行政官からなる、いわゆる新階級について論じた最初の人間であるともいえる。バクーニンによれば、一部の特権階級の世襲財産とされてきた国家は、やがてこの新しい階級である「官僚階級の手に渡り、単なる機械へと成り下がる――あるいは成り上がると言うべきか。」

## 批判

### 暴力性、革命、「見えざる独裁」
バクーニンを隠れた独裁者であると批判する意見もある。アルベール・リシャールに宛てた手紙で、バクーニンは「見えざる独裁」という概念について記している。だが、バクーニンの支持者からはこの「見えざる独裁」には秘密結社的意味合いはないという主張がなされている。「見えざる独裁」の参加者が公然と政治力を行使することはない、とバクーニンは明示している、とする意見である。
だがチャールズ・A・マディソンによれば、第一インターナショナルを自らの支配下に置こうとするバクーニンの策謀がマルクスとの対立と1872年の追放を招いたのだという。暴力の肯定はやがてニヒリズムへとつながっていき、その結果「アナキズムという言葉が、一般的には暗殺や混乱状態と同義に捉えられることとなったのである」という。
この分析を否定する意見もある。バクーニンは自分個人でインターを支配しようとはしておらず、自身の作った地下組織にも独裁者的権力は行使せず、テロリズムに関しては、革命に反する活動であるとして非難していたという主張である。

### 民族主義
アナキズムの歴史を研究するマックス・ネットラウは、バクーニンの汎スラヴ主義を、民族主義という逃れがたい病の発現であると記した。『告白』は皇帝の囚人としてペトロパヴロフスク要塞監獄にいた時に書かれ、1851年には出版されている。自らの罪への赦しを乞うとともに、皇帝に対し、救い主として、また同時に父なる者としてスラヴに君臨するよう懇願するという内容であったため、この著作はバクーニンへの攻撃材料として利用された。

### 反ユダヤ主義
バクーニンは死後、ユダヤ人嫌いとしてしばしばその名を挙げられてきた。マルクスとの論争にしばしば反ユダヤ主義を持ち込み、典型的な反ユダヤ主義・ユダヤ陰謀論的見解を繰り返し述べている。
「貪欲な寄生虫で構成されるユダヤ世界は国境を超えるばかりか、政治思想の違いさえも超えてくる。この世界の大部分は、片やマルクス、片やロスチャイルド家の意のままになっている。私は知っている。反動主義者であるロスチャイルドが共産主義者であるマルクスの恩恵に大いに浴していることを。他方、共産主義者であるマルクスが本能的に金の天才ロスチャイルドに抗いがたいほどの魅力を感じ、称賛の念を禁じえなくなっていることも。ユダヤの結束、歴史を通じて維持されてきたその強固な結束が、彼らを一つにしているのだ」、「マルクスの共産主義は中央集権的権力を欲する。国家の中央集権には中央銀行が欠かせない。このような銀行が存在するところに人民の労働の上に相場を張っている寄生虫民族ユダヤ人は、その存在手段を見出すのである」、「独裁者にしてメシアであるマルクスに献身的なロシアとドイツのユダヤ人たちが私に卑劣な陰謀を仕掛けてきている。私はその犠牲者となるだろう。ラテン系の人々だけがユダヤの世界征服の陰謀を叩き潰すことができる」といった具合である。
このような偏狭なユダヤ人観は当時、他の急進的社会主義者やアナキストの間にもみられた。例えばプルードンの覚書には、ヨーロッパからのユダヤ人の追放または根絶を呼びかけている一節がある。

### ヨーロッパ中心主義
バクーニンのヨーロッパ中心主義は、彼が唱えたヨーロッパ合州国構想や彼が支持したロシアの植民地主義に明らかであった。親類であり後見人でもあったニコライ・ムラヴィヨフ＝アムールスキーは植民地政策を推進していた。バクーニンは横浜に短い間滞在していたことがあるが、日本や日本の農民については無関心であった。
バクーニンの思想を形作るこれらの側面はすべて、アナキストとなる以前に端を発するものである。バクーニンの思想がアナキズムへと転化したのは1865年以降であり、シベリア流刑ののち日本経由で脱出を図ってから何年か後のことであった。

## 関連文化
- イギリスの劇作家トム・ストッパードが2002年に発表した三部作の戯曲『ユートピアの岸へ』 (The Coast of Utopia) にバクーニンが登場している。
- アメリカのテレビドラマ『ロスト』でその名が使われている（作中、哲学者や科学者の名前を冠する人物が登場する。他にもジョン・ロックやジェレミ・ベンサムなど）。
- 1976年、セックス・ピストルズのテレビ初出演となったグラナダ・テレビジョンの音楽番組 "So It Goes So It Goes" で、『アナーキー・イン・ザ・UK』の演奏後、司会者のトニー・ウィルソンが「バクーニンが生きていればさぞかし気に入っただろう」と発言している。
- ドイツのバンド、KMFDMのアルバム "Symbols" に収録されている "Stray Bullet" という曲に、「神がもし実在するならば、それを破棄せねばならぬ」という一節がある。
- ニューヨーク出身のバンド、The Fugsのニヒリスティックな曲 "Nothing" の歌詞中、マルクス、エンゲルス、クロポトキン、トロツキーらとともにその名を連ねている。
- セルジオ・レオーネの映画『夕陽のギャングたち』（1972年公開）の劇中、マロリー（ジェームズ・コバーン）がファン・ミランダ（ロッド・スタイガー）との議論のすえ、バクーニンの著書『愛国主義』を泥に投げ込むシーンがある。
- アメリカのスカ・パンクバンドAll Authorityには、その生涯を歌った『バクーニン』という曲がある
- カナダにはBakunin’s Bumというポストロックバンドがある。
- 小説『すばらしい新世界』の作中、レーニンやマルクス、トロツキーらとともにバクーニンの姓が使われている。
- ロシアの小説家ボリス・アクーニンのペンネームは、バクーニンの名前と日本語の「悪人」をかけたものである。
- 中国の革命家で文筆家の巴金のペンネームは、バクーニン（中国語: 巴枯寧）の最初の音とクロポトキン（中国語: 克魯泡特金）の最後の音からとられたという説があるが、これは文化大革命時に巴金を吊るし上げるためにできたデマである。事実は、「巴」は自殺した友人の姓に由来している（ちなみに「金」がクロポトキンからとったのは事実）。

## 著書
- 『国家制度とアナーキー』（左近毅訳、白水社、1999年6月、ISBN 978-4-560-02414-0）
- 『神と国家』